# Ocotea faucherei
Ocotea faucherei är en lagerväxtart som först beskrevs av Paul Auguste Danguy, och fick sitt nu gällande namn av Paul Auguste Danguy. Ocotea faucherei ingår i släktet Ocotea och familjen lagerväxter. Inga underarter finns listade i Catalogue of Life.